# Ranguevaux
Ranguevaux é uma comuna francesa na região administrativa de Grande Leste, no departamento de Mosela. Estende-se por uma área de 10,17 km². Em 2010 a comuna tinha 846 habitantes (densidade: 83,2 hab./km²).